# Pantoprazole
El pantoprazole és un inhibidor de la bomba de protons (IBP) usat en el tractament a curt termini de les erosions i l'úlcera pèptica causades per malalties de reflux gastroesofàgic. També s'indica per al tractament de malalties en què l'organisme produeix un excés d'àcid gàstric, com a la síndrome de Zollinger-Ellison. El tractament inicial dura, en general, vuit setmanes, després del qual pot ser considerat una etapa de manteniment també d'unes 8 setmanes.
A Espanya està comercialitzat com EFG, Alapanzol, Anagastra, Pantecta.

## Farmacologia
Des d'una perspectiva farmacocinètica, el pantoprazole és una droga ideal perquè té una biodisponibilitat alta, propera al 77% i una vida mitjana curta d'aproximadament 2 hores. La presentació intravenosa té les mateixes característiques que la presentació oral, en què només actuen sobre la secreció d'àcid activa i no sobre les vesícules intracel·lulars que encara no s'han activat.

## Efectes adversos
Com altres inhibidors de la bomba de protons (p.e.: omeprazole) són medicines ben tolerades, sent l'aparició de reaccions adverses en menys del 5% de la població. Les reaccions més freqüents són mal de cap, diarrea, dolor abdominal i, rarament, picor i inflor Descalcificació dels ossos (osteoporosi). És un medicament que pot afectar certs exàmens de laboratori, incloent proves de drogues il·lícites a l'orina.
No es tenen prou dades de la seguretat i efectivitat del pantoprazole en pacients pediàtrics menors de 18 anys, per la qual cosa no se'n recomana l'ús en aquesta població de pacients.